# Со-Сент-Анжель
Со-Сент-Анже́ль (фр. Sceau-Saint-Angel) — коммуна во Франции, находится в регионе Аквитания. Департамент — Дордонь. Входит в состав кантона Ле-Перигор-вер-нонтронне. Округ коммуны — Нонтрон.
Код INSEE коммуны — 24528.

## География
Коммуна расположена приблизительно в 400 км к югу от Парижа, в 125 км северо-восточнее Бордо, в 34 км к северу от Перигё.

### Климат
Климат умеренный океанический со средним уровнем осадков, которые выпадают преимущественно зимой. Лето здесь долгое и тёплое, однако также довольно влажное, здесь не бывает регулярных периодов летней засухи. Средняя температура января — 5 °C, июля — 18 °C. Изредка вследствие стечения неблагоприятных погодных условий может наблюдаться непродолжительная засуха или случаются поздние заморозки. Климат меняется очень часто, как в течение сезона, так и год от года.

## Население
Население коммуны на 2010 год составляло 128 человек.
| 1962 | 1968 | 1975 | 1982 | 1990 | 1999 | 2010 |
| ---- | ---- | ---- | ---- | ---- | ---- | ---- |
| 191  | 192  | 149  | 129  | 122  | 116  | 128  |

## Администрация
| Период | Период | Фамилия      | Партия                              | Примечания                                                            |
| ------ | ------ | ------------ | ----------------------------------- | --------------------------------------------------------------------- |
| 1982   | 2001   | Фернан Комбо |                                     |                                                                       |
| 2001   | 2020   | Мишель Комбо | Французская коммунистическая партия | пенсионер; президент сообщества коммун Перигор-вер-нонтронне (с 2014) |

## Экономика
В 2010 году среди 70 человек трудоспособного возраста (15-64 лет) 57 были экономически активными, 13 — неактивными (показатель активности — 81,4 %, в 1999 году было 65,7 %). Из 57 активных жителей работали 55 человек (31 мужчина и 24 женщины), безработных было 2 (1 мужчина и 1 женщина). Среди 13 неактивных 0 человек были учениками или студентами, 6 — пенсионерами, 7 были неактивными по другим причинам.

## Фотогалерея

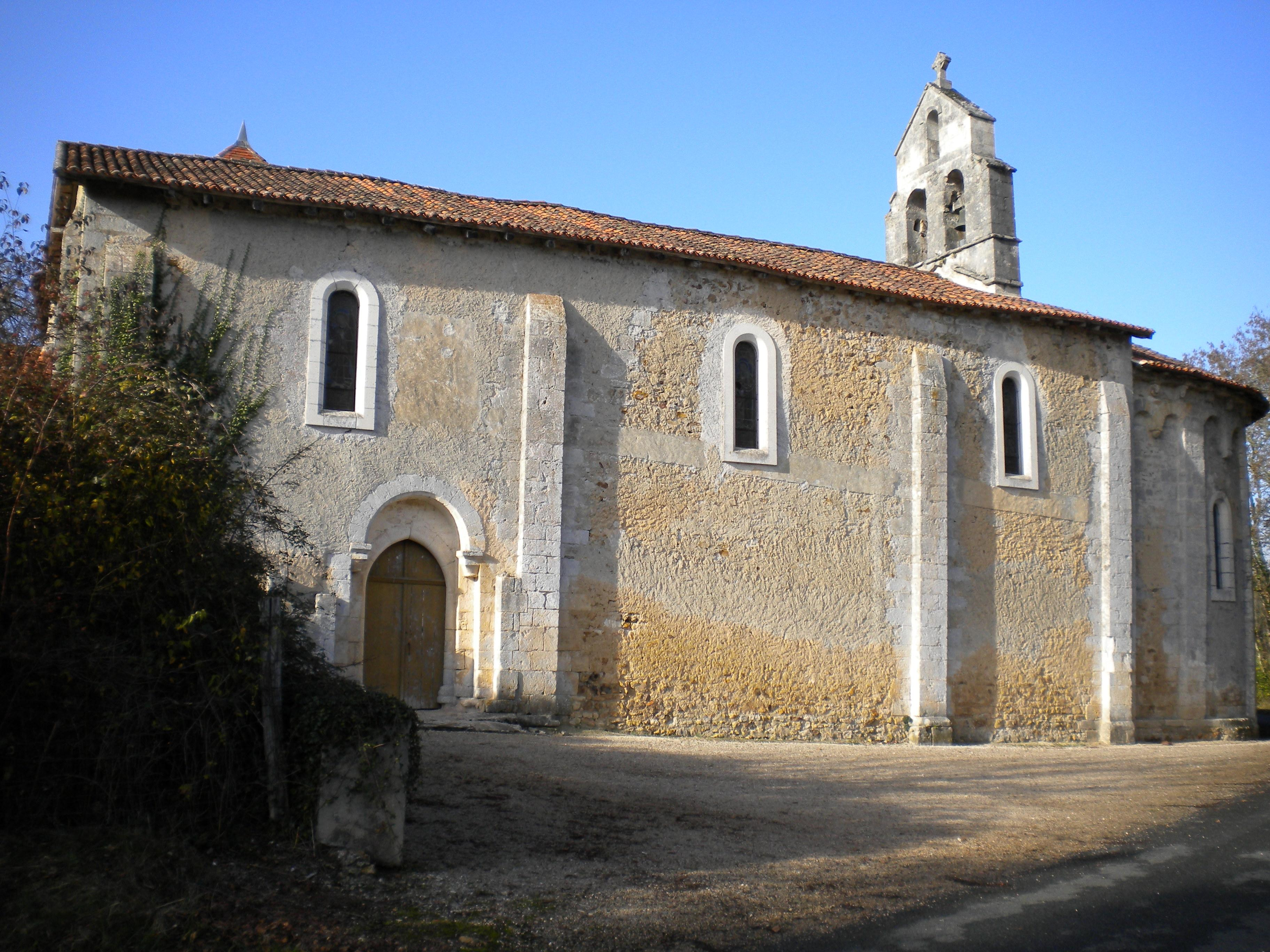
Церковь
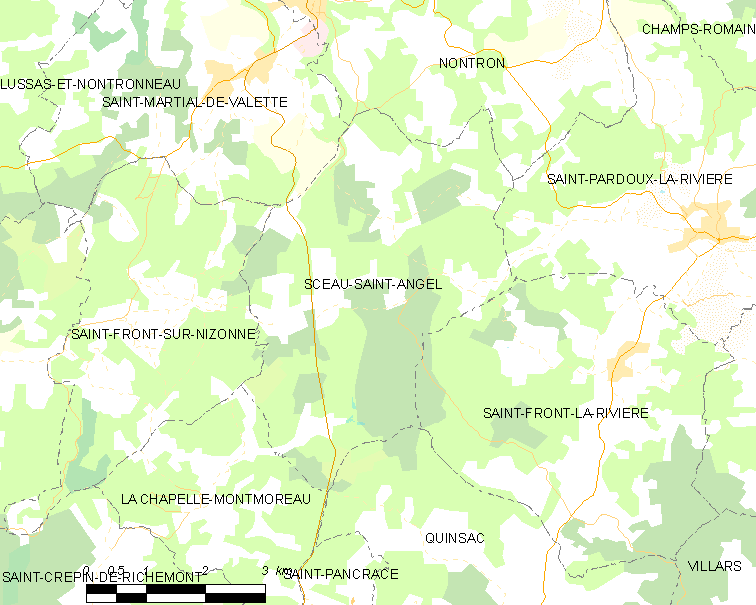
Карта коммуны